# 国际饭店协会
国际饭店协会（International Hotel & Restaurant Association）是一个国际性的商业组织，代表饭店和酒店行业。
国际饭店协会成立于1946年，总部设在法国巴黎。2008年1月，国际饭店协会总部搬迁至瑞士日内瓦。